# 大竹 (川口市)
大竹（おおたけ）は、埼玉県川口市の大字。郵便番号は334-0067。

## 地理
川口市東部の新郷地区に位置する。首都高速川口線からも近く、全域が宅地化されている。

## 歴史
もとは江戸期より存在した足立郡谷古田領に属する大竹村であった。旗本領で、知行は旗本伊達氏。
- 1871年（明治4年）11月13日 - 第1次府県統合により埼玉県の管轄となる。
- 1879年（明治12年）3月17日 - 郡区町村編制法により成立した北足立郡に属す。郡役所は浦和宿に設置。
- 1889年（明治22年）4月1日 - 町村制施行に伴ない、赤井、東本郷、蓮沼、前野宿、東貝塚、大竹、峯、新堀、榛松、江戸袋の十箇村が合併し、新郷村が成立。大竹村は新郷村の大字大竹となる。
- 1940年（昭和15年）4月1日 - 新郷村が同郡鳩ヶ谷町（1950年に再分離、2011年に再編入）、芝村、神根村と共に川口市に編入され消滅。川口市の大字となる。

## 世帯数と人口
2021年（令和3年）1月1日現在の世帯数と人口は以下の通りである。
| 町丁 | 世帯数  | 人口    |
| ---- | ------- | ------- |
| 大竹 | 614世帯 | 1,418人 |

## 小・中学校の学区
市立小・中学校に通う場合、学区（校区）は以下の通りとなる
| 番地 | 小学校             | 中学校           |
| ---- | ------------------ | ---------------- |
| 全域 | 川口市立新郷小学校 | 川口市立東中学校 |

## 交通

### 鉄道
町域に鉄道は敷設されていない。最寄り駅は埼玉高速鉄道線の鳩ヶ谷駅となる。

### 道路
- 東本郷赤山通り - 地区の北西端を掠める。

## 施設
- 川口市立新郷小学校（一部）
- 大東町会会館
- 東本郷運動広場
- 宝泉寺
- 大竹公園

## 関連文献
- 「大竹村」『新編武蔵風土記稿』 巻ノ138足立郡ノ4、内務省地理局、1884年6月。NDLJP:763997/88。